# Bethlehem Bible College
Bethlehem Bible College är en evangelikal bibelskola i Betlehem, grundad 1979 av lokala araber och avsedd att träna och utbilda arabiska pastorer för tjänst i Mellanöstern.
Skolan arbetar utifrån National Association of Evangelicals trosbekännelse.
I mars 2012 arrangerades den banbrytande konferensen "Kristus vid vägspärren" på skolan. En av inbjudarna var skolans studierektor, pastor Alex Awad. Enligt Awad var syftet med konferensen "att visa kristna hur de kan bringa fred till denna del av världen och hur kristna jorden runt kan visa på vägar hur de två folken kan leva tillsammans i fred och ro".
Messianska judar inom organisationerna UMJC, MJAA, IMJA och IAMCS har riktat kritik mot konferensen för att vara antisionistisk.